# Штајнефренц
Штајнефренц (њем. Steinefrenz) општина је у њемачкој савезној држави Рајна-Палатинат. Једно је од 192 општинска средишта округа Вестервалд. Према процјени из 2010. у општини је живјело 770 становника. Посједује регионалну шифру (AGS) 7143074.

## Географски и демографски подаци
Штајнефренц се налази у савезној држави Рајна-Палатинат у округу Вестервалд. Општина се налази на надморској висини од 275 метара. Површина општине износи 4,9 km². У самом мјесту је, према процјени из 2010. године, живјело 770 становника. Просјечна густина становништва износи 158 становника/km².